# انجیرتیغی چاپارل
انجیرتیغی چاپارل(نام علمی: Opuntia oricola) نام یک گونه از سرده کاکتوس است.